# Minorité grecque de Hongrie
La minorité grecque de Hongrie (Magyarországi görögök) désigne une minorité nationale reconnue officiellement par la loi hongroise sur les minorités nationales et ethniques. Elle dispose d'une reconnaissance statistique lors des recensements de population et d'une personnalité juridique à travers les collectivités des minorités (kisebbségi önkormányzat) qui laissent aux minorités des compétences particulières pour fixer le calendrier de leurs fêtes et célébrations, contribuer à la préservation de leurs traditions et participer à l'éducation publique. Ces collectivités particulières peuvent ainsi gérer des théâtres publics, des bibliothèques, des institutions scientifiques et artistiques, attribuer des bourses d'études et dispenser de services en direction de leur communauté (aides juridiques notamment).

## Description
La partie la plus ancienne de la communauté, largement magyarisée, se compose de descendants de réfugiés politiques accueillis par la République populaire de Hongrie à l'issue, malheureuse pour le Parti communiste grec, de la guerre civile grecque, en 1949. Le reste est formé par les Grecs qui se sont installés en Hongrie pour des raisons essentiellement professionnelles depuis l'ouverture du rideau de fer en 1989 et surtout depuis l'intégration de la Hongrie dans l'Union Européenne en 2004.
L'État hongrois communiste a construit pour les réfugiés communistes, surnommés koukoués d'après l'acronyme « KKE » de leur parti, des villages comme Beloiannisz (grec moderne : Μπελογιάννης, du nom de Níkos Beloyánnis) dans le comitat de Fejér, à 50 km au sud de Budapest. En 1950, ce village comptait 1 800 habitants tous grecs.
Après la chute de la dictature des colonels en Grèce, puis l'ouverture du rideau de fer et du Mur de Berlin, une partie des Grecs et leurs enfants sont petit à petit retournés dans leur pays d'origine. Par exemple, en 2001, sur les 1 185 habitants de Beloiannisz, encore 23 % étaient d'origine grecque.
Le film grec Bon Retour au pays, camarades, raconte de manière romancée et humoristique l'histoire de ces réfugiés et décrit la tentation du retour au pays qui anime certains d'entre eux.

## Sources
1. ↑  Archimédesz Szidiropulosz, articles « A magyarországi görög kisebbség szociokulturális jellemzői » in : Ernő Eperjessy, Tanulmányok a magyarországi bolgár, görög, lengyel, örmény, ruszin nemzetiség néprajzából, Magyar Néprajzi Társaság, Budapest 1998 pp. 42–77, et « 1956 – Görögök a forradalomban » in :  A Magyarországi Nemzeti és Etnikai Kisebbségekért Közalapítvány támogatásával jelent meg, ed. Flaccus, Budapest 1997.
2. ↑  Fokasz Orestész, « Quand la Hongrie était une terre d'accueil », Courrier International, no 1593,‎ 12 mai 2021, traduit d'un article publié le 19 novembre 2020 dans Heti Világgazdaság à Budapest.